# Todd Lieberman
Todd Lieberman (Cleveland, Ohio, 20 de fevereiro de 1973) é um produtor cinematográfico e produtor de televisão norte-americano. Como reconhecimento, foi nomeado ao Oscar 2011 na categoria de Melhor Filme por The Fighter.